# Kexchoklad

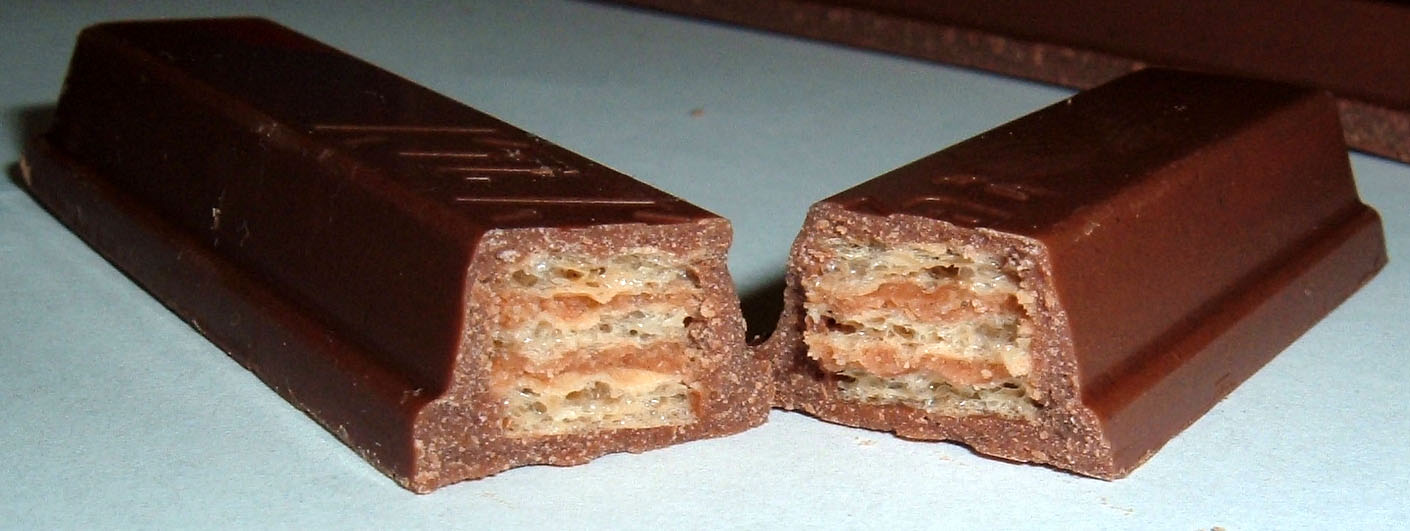
Kit Kat kexchoklad

Kexchoklad är i vardagligt tal en chokladkaka som består av rån med fyllning och chokladöverdrag.
Cloetta har länge stridit om ensamrätten till benämningen kexchoklad. När Marabou och Göteborgs Kex lanserade produkter med kexchoklad i namnet valde Cloetta år 2000 att gå till domstol för att hävda sin rätt till namnet, men fick avslag. Regeringsrätten valde att inte ta upp målet.

## Exempel på kexchoklad
- Cloetta Kexchoklad
- Kit Kat
- Kvikk lunsj
- Sportlunch